# Roberto Mosquera Castell
Roberto Mosquera Castell es un escritor español, nacido en Palma de Mallorca (Baleares) en 1958. Desde 1974 reside en Madrid, donde ejerce la profesión de arquitecto. Es autor de los libros de poesía Tratado de los sentidos (1982) y El lugar ausente (1999). Como crítico literario ha publicado los ensayos Llorenç Villalonga polemista (2005, en colaboración con Antoni Nadal), L'àngel adolescent. Vida i poesia de Bartomeu Rosselló-Pòrcel (2008), Rosselló-Pòrcel: Vida i poesia (2013), Mots, drings, sons: Iniciació a la poesia de Bartomeu Fiol (2014, en colaboración con Antoni Nadal) y Kafka. El abismo de la literatura (2021).    
El crítico e hispanista Juan Cano Ballesta ha dicho en Nuevas voces y viejas escuelas en la poesía española, 1970-2005 (2007): "Escribe una poesía exigente y sensible a la captación no siempre sensorial de todo lo bello que ofrecen la naturaleza o las artes plásticas. Su lenguaje es selecto y transparente, y por momentos revela una cierta proximidad a gustos novísimos como en Tratado de los sentidos [...]. En una obra muy posterior, El lugar ausente [...], su poesía se inclina hacia el misterio, el recuerdo y la recuperación de mundos desvanecidos. A veces persigue incluso remotos lugares envueltos en las nebulosas de la antigua y mítica Thule, cargada de simbolismos."    
- Datos: Q11273439